# Leptosia lignea
Leptosia lignea is een vlindersoort uit de familie van de Pieridae (witjes), onderfamilie Pierinae.
Leptosia lignea werd in 1865 beschreven door van Vollenhoven.